# Otto Zimmermann (Politiker, 1857)
Otto Hermann Zimmermann (* 1857; † März 1922) war ein deutscher Politiker (Nationalliberale Partei) und Unternehmer. Er war Mitglied des sächsischen Landtages.

## Leben und Wirken
Zimmermann war Fabrikant und wurde Inhaber der Firma Moritz Zimmermann mechanische Wollweberei. Aus Anlass des 50-jährigen Bestehens der Firma und der Spende von 50.000 Markl für Kriegszwecke erhielt Zimmermann 1915 vom sächsischen König den Titel Kommerzienrat verliehen. Daneben war er als stellvertretender Handelsrichter tätig.
Nach dem Tod von Robert Merkel aus Mylau war er nach erfolgter Nachwahl bis 1918 für den 22. städtischen Wahlbezirk als Mitglied der Nationalliberalen Partei (NLP) in der Zweiten Kammer des sächsischen Landtags vertreten. Sein Mandat trat er am 28. Juni 1916 an.
1918 fiel sein Sohn Robert Zimmermann als Leutnant im Ersten Weltkrieg. Zur Erinnerung an ihn stiftete er der Stadt Netzschkau 15.000 Mark.
Er wurde 1922 auf dem Friedhof Netzschkau beigesetzt.